# Asterobemisia
Asterobemisia is een geslacht van halfvleugeligen (Hemiptera) uit de familie witte vliegen (Aleyrodidae), onderfamilie Aleyrodinae.
De wetenschappelijke naam van dit geslacht is voor het eerst geldig gepubliceerd door Trehan in 1940. De typesoort is Aleurodes carpini.

## Soorten
Asterobemisia omvat de volgende soorten:
- Asterobemisia atraphaxius (Danzig, 1969)
- Asterobemisia carpini (Koch, 1857)
- Asterobemisia curvata (Qureshi, 1981)
- Asterobemisia dentata Danzig, 1969
- Asterobemisia lata Danzig, 1966
- Asterobemisia obenbergeri (Zahradnik, 1961)
- Asterobemisia paveli (Zahradnik, 1961)
- Asterobemisia salicaria (Danzig, 1969)
- Asterobemisia silvatica (Danzig, 1964)
- Asterobemisia takahashii Danzig, 1966
- Asterobemisia trifolii (Danzig, 1966)
- Asterobemisia yanagicola (Takahashi, 1934)